# Mleczaj pofałdowany

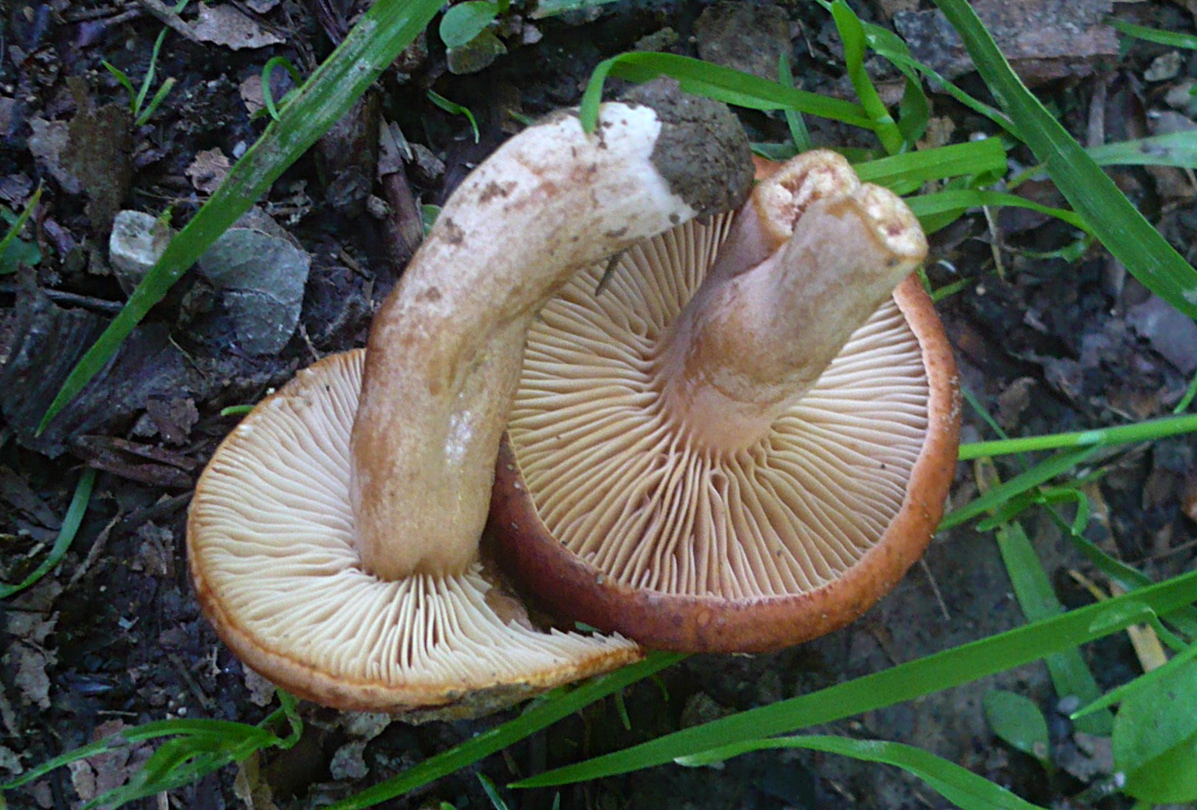

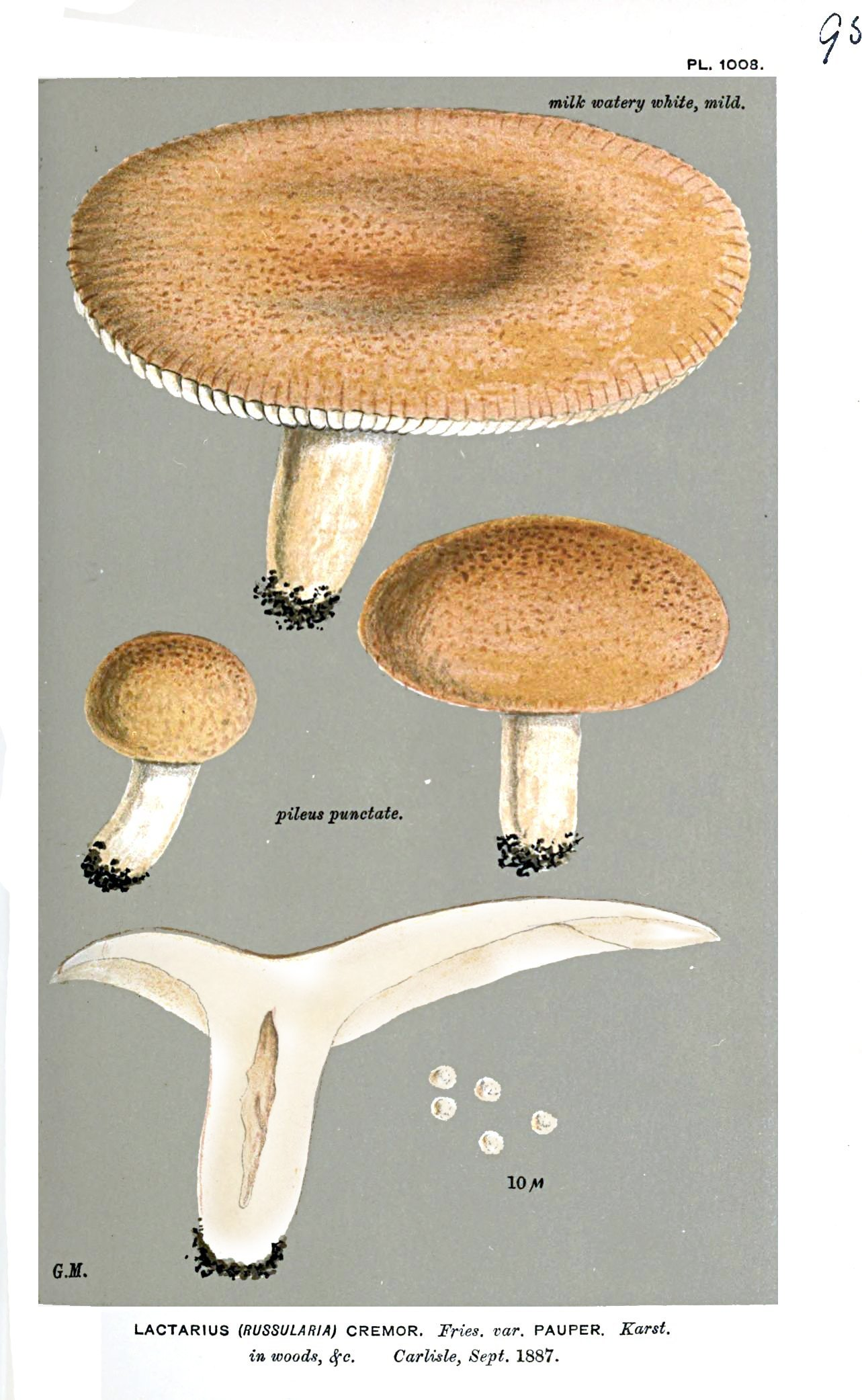

Mleczaj pofałdowany (Lactarius cremor Fr.) – gatunek grzybów należący do rodziny gołąbkowatych (Russulaceae).

## Systematyka i nazewnictwo
Pozycja w klasyfikacji według Index Fungorum: Lactarius, Russulaceae, Russulales, Incertae sedis, Agaricomycetes, Agaricomycotina, Basidiomycota, Fungi.
Po raz pierwszy opisał go w 1800 r. Elias Fries i nadana przez niego nazwa naukowa jest aktualna. Ma 7 synonimów.
Taksonomia tego gatunku jest niejasna. Przez niektórych mykologów traktowany jest jako synonim Lactarius rostratus Heilmann-Clausen.
Polską nazwę zarekomendował Władysław Wojewoda w 2003 r.

## Morfologia
Kapelusz
Średnica 1,5–4, czasami do 5 cm, początkowo wypukły, potem coraz bardziej rozpostarty, na koniec płytko wklęsły, czasem z niewielkim garbkiem lub brodawką, zwykle lekko pofałdowany. Brzeg podwinięty, często aż do osiągnięcia dojrzałości. Powierzchnia gładka, matowa, za młodu żywo pomarańczowa lub pomarańczowo-brązowa, później ceglastopomarańczowa, ochrowopomarańczowa, rzadko nieco jaśniejsza w zewnętrznej części, często lekko prążkowana.
Hymenofor
Blaszkowy, blaszki wąskie i raczej gęste, szeroko przyrośnięte do wyraźnie zbiegających, za młodu blado morelowe, później bardziej ochrowe i z rdzawymi plamami po zgnieceniu.
Trzon
O wysokości 1,2–3 cm i grubości 0,3–1 cm, cylindryczny lub spłaszczony, początkowo bladoochrowy, później bladoceglasty do czerwonawobrązowego.
Miąższ
Bladoochrowy, w smaku łagodny. Mleczko obfite, wodniste, białe do prawie przezroczystego, w smaku łagodne i słodkawe. Zapach wyraźny, słodkawo-żywiczny, raczej nieprzyjemny, u starych owocników silnie nieprzyjemny.
Cechy mikroskopowe
Zarodniki 6,7–8,0 × 5,7–7,0 μm, Q = 1,06–1,32, średnio 1,14, kuliste lub szeroko elipsoidalne z ornamentyką o wysokości do 1,5 μm, złożoną z brodawek i łączących je grzbietów, tworzących nieregularny wzór, miejscami zamkniętą siatkę. Podstawki maczugowate, 2- do 4-zarodnikowe (rzadko zdarzają się również 3-zarodnikowe), 30–48 × 8–11 μm. Cheilocystydy małe, ale bardzo liczne, 20–35 × 4,0–6,5 μm, wrzecionowate z cienkim, ostrym wierzchołkiem. Pleurocystydy podobne, ale dłuższe i mniej złożone, 36–56 × 5–7,5 μm. Skórka kapelusza typu hyphoepithelium złożona z wielokątnych lub o kształcie zbliżonym do wielokątnego strzępek, z elementami końcowymi o szerokości do 6 μm.
Gatunki podobne
Jest wiele podobnych gatunków mleczajów. Mleczaj kamforowy (Lactarius camphoratus) zwykle nie ma żywych pomarańczowych kolorów. Niemniej jednak młode lub małe okazy mleczaja kamforowego mogą czasami przypominać stare, ciemne lub suche owocniki mleczaja pofałdowanego w pokroju i kolorze. Chociaż mleczaj kamforowy występuje w większej gamie siedlisk, oba gatunki dość często spotykane są na tych samych stanowiskach. Dobrym wyróżnikiem jest zapach. U mleczaja kamforowego jest bardzo podobny do zapachu curry. Nie zawsze jednak wystarczy to do pewnego rozstrzygnięcia, konieczna jest analiza cech mikroskopowych, a zwłaszcza ornamentacji zarodników. U mleczaja pofałdowanego grzbiety łączące brodawki są prawie izolowane lub tylko krótko połączone, a cystydy nie są tak wyraźnie ostre i dziobowate na wierzchołku jak u mleczaja kamforowego. Również mleczaj wodnisty (Lactarius serifluus) można znaleźć w tych samych siedliskach co mleczaja pofałdowanego i ma podobny (ale słabszy) zapach, ale odróżnia się zwykle większymi owocnikami o ciemniejszych kolorach bez pomarańczowych odcieni. Mikroskopowo mleczaj wodnisty odróżnia się brakiem prawdziwych cystyd.

## Występowanie i siedlisko
Znane są jego stanowiska tylko w niektórych krajach Europy, nad Morzem Czarnym i w jednym miejscu na Alasce. W Polsce W. Wojewoda w 2003 r. przytoczył dwa stanowiska z uwagą, że jego rozprzestrzenienie i stopień zagrożenia nie są znane. Nowych stanowisk brak w publikacjach po 2003 r., nie znajduje się także na Czerwonej liście roślin i grzybów Polski. Alina Skirgiełło w 1998 r. podała, że w Polsce notowany był w kilku regionach pod nazwą Lactarius ichoratus Fr. Jednak według Index Fungorum L. ichoratus Fr. to synonim mleczajowca smacznego (Lactifluus volemus).
Naziemny grzyb mykoryzowy. Rośnie w lasach liściastych.